# Kanton Pays d’Olmes
Der Kanton Pays d’Olmes ist ein französischer Wahlkreis im Département Ariège in der Region Okzitanien. Er umfasst 23 Gemeinden im Arrondissement Pamiers. Durch die landesweite Neuordnung der französischen Kantone wurde er 2015 neu geschaffen.

## Gemeinden
Der Kanton besteht aus 23 Gemeinden und Gemeindeteilen mit insgesamt 12.189 Einwohnern (Stand: 1. Januar 2022) auf einer Gesamtfläche von 321,94 km²:
| Gemeinde                  | Einwohner 1. Januar 2022 | Fläche km² | Dichte Einw./km² | Code INSEE | Postleitzahl |
| ------------------------- | ------------------------ | ---------- | ---------------- | ---------- | ------------ |
| Bélesta                   | 1.085                    | 26,94      | 40               | 09047      | 09300        |
| Bénaix                    | 151                      | 14,68      | 10               | 09051      | 09300        |
| Carla-de-Roquefort        | 166                      | 9,34       | 18               | 09080      | 09300        |
| Dreuilhe                  | 363                      | 6,93       | 52               | 09106      | 09300        |
| Fougax-et-Barrineuf       | 430                      | 31,48      | 14               | 09125      | 09300        |
| Freychenet                | 82                       | 24,69      | 3                | 09126      | 09300        |
| Ilhat                     | 124                      | 6,89       | 18               | 09142      | 09300        |
| L’Aiguillon               | 375                      | 6,37       | 59               | 09003      | 09300        |
| Lavelanet                 | 6.018                    | 12,57      | 479              | 09160      | 09300        |
| Lesparrou                 | 233                      | 16,09      | 14               | 09165      | 09300        |
| Leychert                  | 112                      | 5,77       | 19               | 09166      | 09300        |
| Lieurac                   | 180                      | 6,42       | 28               | 09168      | 09300        |
| Montferrier               | 544                      | 51,79      | 11               | 09206      | 09300        |
| Montségur                 | 116                      | 37,16      | 3                | 09211      | 09300        |
| Nalzen                    | 112                      | 5,50       | 20               | 09215      | 09300        |
| Péreille                  | 186                      | 5,36       | 35               | 09227      | 09300        |
| Raissac                   | 49                       | 3,84       | 13               | 09242      | 09300        |
| Roquefixade               | 150                      | 12,31      | 12               | 09249      | 09300        |
| Roquefort-les-Cascades    | 83                       | 7,08       | 12               | 09250      | 09300        |
| Saint-Jean-d’Aigues-Vives | 370                      | 4,52       | 82               | 09262      | 09300        |
| Sautel                    | 127                      | 9,13       | 14               | 09281      | 09300        |
| Soula                     | 171                      | 11,16      | 15               | 09300      | 09000        |
| Villeneuve-d’Olmes        | 962                      | 5,92       | 163              | 09336      | 09300        |
| Kanton Pays d’Olmes       | 12.189                   | 321,94     | 38               | 0909       | –            |

## Politik
| Vertreter im Departementrat | Vertreter im Departementrat | Vertreter im Departementrat |
| Amtszeit                    | Namen                       | Partei                      |
| --------------------------- | --------------------------- | --------------------------- |
| 2015–2021                   | Jessica Miquel Marc Sanchez | DVG                         |
| 2021–                       | Jessica Miquel Marc Sanchez | DVG                         |